# Nada por perder (película)
Nada por perder (también conocida como Nada x perder)  es una película argentina dramático-política de crimen, acción y suspenso del año 2001 dirigida y coproducida por Quique Aguilar, quien además escribió el guion junto a su madre Susana Aguilar y en colaboración con Graciela Hubert. Fue el debut cinematográfico de Osvaldo Sabatini —también coproductor del filme— como actor. La historia se centra en Gonzalo Romero, un exitoso abogado de clase media alta cuyo padre y hermano hemofílico son agredidos a raíz de un siniestro vial por un automovilista, a quien el letrado ante la negligencia policial y buscando justicia por mano propia, matará accidentalmente. El conductor asesinado resulta ser el sobrino de un senador corrupto y debido a los contactos e influencias de este último, el jurista pierde a su esposa, su trabajo, su hogar y comienza a vivir durante 2 años como un sintecho, pero al enterarse de que el político se postulará para candidato a Presidente de la Nación Argentina con encuestas favorables, decide planificar un magnicidio. El reparto está conformado por Paola Krum, Gerardo Romano, Lito Cruz, Germán Kraus, Antonio Grimau, Graciela Alfano, Franklin Caicedo, Mario Sapag, Ana María Picchio y el propio Aguilar, quien lleva a cabo el papel del hermano con hemofilia, padeciendo el director verdaderamente esa enfermedad.
Se trata de una producción independiente grabada totalmente en locaciones de la ciudad de Buenos Aires y está considerada como una de las primeras películas rodadas y posproducidas íntegramente en digital. Cuenta con una historia multitemática que exhibe el abandono de principios éticos y morales como herramienta de rápido crecimiento en la política y aborda primordialmente actos delictivos de ese ámbito, como la corrupción, los sobornos, el uso ilegítimo de información privilegiada, el patrocinio, el tráfico de influencias, la evasión fiscal, las extorsiones, los fraudes, la prevaricación, el caciquismo, la cleptocracia, el lavado de dinero, el nepotismo, la impunidad y la burocracia, aunque también incorpora entre otras cuestiones la venganza, la estafa, el robo de identidad, la prostitución, la violencia, la muerte, el suicidio, el asesinato, la delincuencia juvenil, la economía informal y los accidentes de tránsito. Además expone situaciones de pobreza, exclusión social, marginación y desigualdad de clases. Por los contenidos acaparados, el filme ha sido catalogado por cinéfilos dentro del cine de explotación.
Promocionada por una campaña publicitaria llamada oficialmente Matar al presidente, cuyo eslogan expresaba «¿Qué harías si por culpa de un político quedaras en la calle?», la película se estrenó el 22 de noviembre de 2001 en las principales áreas metropolitanas argentinas. 11 días después, se anunció la medida gubernamental denominada corralito que terminaría desencadenando el 19 de diciembre de ese mismo año la mayor crisis económica y social de la historia reciente del país. Según la prensa, la concurrencia del público a los cines el fin de semana 24 y 25 de noviembre estuvo «entre las más pobres» de ese año, por lo que no obtuvo un resultado comercial favorable a pesar de haber sido uno de los filmes más vistos en esas fechas. Nada x perder no fue presentada en ningún festival de cine y recibió inicialmente críticas polarizadas, destacándose su elenco, su calidad técnica, su denuncia social y su trama, la que otros opinaron que era inverosímil. Años después de su estreno fue exhibida en diversos ciclos de cine y ha sido considerada como una película de culto.

## Argumento
Gonzalo Romero es un joven abogado que lucha por afianzarse económicamente y espera convertirse en padre. El entorno familiar y el laboral le son propicios dentro de una Argentina castigada por el pesimismo, el resentimiento y la carencia de futuro. Sin embargo, Gonzalo no esperaba que un accidente callejero, en el que su padre y su hermano son agredidos por el sobrino de un senador, pudiese cambiar totalmente su existencia. El abogado comienza entonces un largo peregrinaje para que el agresor tenga su castigo. Espera en oficinas donde impera la burocracia, es casi ignorado por las autoridades policiales, nunca logra que el episodio se esclarezca, y descubre que la corrupción y el engaño están enquistados en todos los recovecos de la sociedad.
En esta lucha estéril, el senador toma represalias contra Gonzalo, quien va dejando jirones de su vida. Su esposa, tras una maternidad frustrada, se aleja de él, el estudio de abogados en el que trabajaba lo discrimina y lo aleja, sus amigos ya no lo reconocen y su situación económica se debilita hasta la pobreza total.
Frente a estos atropellos e inoperancias, Gonzalo decide tomar la ley en sus manos. Queda al margen de la sociedad y vive en la clandestinidad y sin familia. Pero su mente va urdiendo un dramático y cuidadoso plan que tiene en la mira a ese senador que está próximo a acercarse a la primera magistratura de la Nación.
Al final de la película, Gonzalo asume como Presidente de la Nación Argentina y antes de los créditos de cierre, comienza a reproducirse el sencillo original de la película y puede leerse: 

Dedicada a Facundo Aguilar, Oriana Sabatini, Tiziana Sabatini y a los hijos de todos ustedes, en cuyas manos está nuestro futuro.

#### Final alternativo
Para las tomas finales de la película había sido grabada una narración en off del protagonista, pero esta fue eliminada unos días antes del estreno durante la masterización de sonido, por motivos que se desconocen. La diatriba no incluida, era la siguiente:

¿Será que en este país la clave para triunfar es quebrantar los códigos éticos y morales. Será que esos códigos cambiaron y hay que aceptar los nuevos; será que si uno es honesto, los deshonestos sacan ventaja; será que para demostrar ser inteligente hay que poner la inteligencia al servicio de lo ilegal; será que la justicia divina no existe y la de los hombres es corrupta? O será que para triunfar y alcanzar un sueño, no hay que tener nada por perder..

## Reparto
La dirección de casting al igual que el diseño de producción estuvieron a cargo de Susana Aguilar. El «súper elenco», definido así por Sabatini, está integrado en general por actores de extensa trayectoria en cine, teatro y televisión. La finalidad de incluir figuras destacadas en el reparto era que acompañaran el debut protagónico de Sabatini, pero se temía que rechazaran participar justamente por ese factor. Para consolidar sus incorporaciones se contrató inicialmente a Ana María Picchio, que era conocida de Susana desde hacía varios años y a Lito Cruz, que había participado en Mercenarios, el film anterior de Quique Aguilar. No obstante, la mayoría de los roles menores fueron llevados a cabo por integrantes del equipo de producción de la película y allegados de estos, como son los casos de Germán Barcelo, que interpreta a un músico callejero, Mariano Olmedo —hijo del humorista Alberto Olmedo— a un usurero y Víctor Corbalan a un criminal, siendo estos el compositor de la banda sonora, el jefe de producción y el productor de locaciones, respectivamente. La actriz Noelia Castaño también cumplió este principio, ya que además de ser la primera participación cinematográfica de su carrera, se desempeñaba como asistente de producción en el film.
Originalmente, el actor intérprete de Gonzalo Romero no sería Sabatini, limitándose a la producción de la película. Este había recomendado en primera instancia a Ricardo Darín, pero fue convencido por el director de tomar el papel. De acuerdo con él, Sabatini tenía «talento, ductilidad y un gran profesionalismo». Además, se esperaba que la repercusión internacional de su hermana, la medallista olímpica Gabriela Sabatini, contribuyera a la distribución del filme. De igual forma ocurrió con el papel de Tamara Cisneros, que sería ejecutado inicialmente por la esposa de Sabatini, Catherine Fulop, pero estos confrontaron una crisis matrimonial antes de comenzar el rodaje y recayó la actuación de Audry Gutierrez-Alea, quien se había presentado en el casting. El conflicto entre la pareja se solucionó a los pocos meses, llegándose a grabar algunas escenas con la actriz venezolana, pero interpretando a un matrimonio de Romero ya en su etapa como presidente. Sin embargo, las guionistas consideraron más oportuno que se esposara con la cónyuge de Rogelio Ávalos, por lo que no fueron incluidas. Este último papel fue interpretado por Graciela Alfano, quien se encontró con Sabatini coincidentemente en un viaje de avión a Miami y le solicitó incorporarse a la película. La actriz no había participado en un largometraje desde 1987, y le destinaron el papel de la esposa del senador corrupto, personaje llevado a cabo por Germán Kraus, ya que había trabajado junto a Aguilar en la telenovela Verónica: el rostro del amor. Para el rol de Matías Romero, Aguilar tenía la intención de contratar a Pablo Rago, aunque también se barajaron los nombres de Martín Gianola y Fernán Mirás. No obstante, Sabatini le solicitó que él mismo interpretase el papel ya que garantizarían la dinámica de hermanos por su buena relación.
Mario Sapag fue contratado para el papel de Roberto Cerra por recomendación del padre de Osvaldo Sabatini, ya que estos eran conocidos y el comediante no había participado en una película desde 1985. Este esperaba un rol menor en la trama, pero quedó complacido por la importancia del personaje que Susana le había asignado, puesto que además no era una actuación en plan humorístico como todas las ejecutadas hasta ese entonces en su carrera cinematográfica. Antonio Grimau, fue contratado por sugerencia de la jefa de producción Dinka Thorry y para el Dr. Estévez fue elegido Franklin Caicedo, quien ya había ocupado el rol protagónico de La resistible ascensión de Arturo Ui, obra teatral producida por Susana en 1987. El rol del abogado Sergio Bustamente había sido escrito por Susana Aguilar desde su origen para que Gerardo Romano aceptase el papel, sabiendo además que este era verdaderamente jurista. El actor tenía una preferencia por trabajar en obras teatrales, pero aceptó el papel. 
| Elenco completo |
| --- |
| - Osvaldo Sabatini como Gonzalo Romero/Jorge Gutiérrez - Paola Krum como Agustina Romero - Gerardo Romano como Sergio Bustamante - Lito Cruz como Julio Romero - Germán Kraus como Rogelio Ávalos - Antonio Grimau como Gustavo Esquivel - Graciela Alfano como Valeria Ávalos - Franklin Caicedo como el Dr. Estévez - Mario Sapag como Roberto Cerra - Ana María Picchio como la enfermera - Quique Aguilar como Matías Romero - Miguel Habud como Luciano Ávalos - Florencia de la V como un travesti - Edgardo Moreira como el secretario de Ávalos - Audry Gutierrez Alea como Tamara Cisneros - Ana María Castel como la enfermera del hospital - Pablo Nápoli como el taxista robado - Gustavo Rey como el médico de urgencias - Romina Gay como Karina - Noelia Castaño como la secretaria del estudio jurídico - Adolfo Cubas como el jefe de seguridad - Alejandro Lanoni como el médico en el consultorio - Guido D'Albo como el médico en F. de Hemo. - Mariano Grisolia como el policía en F. de Hemo. - Laura Santana como la enfermera en F. de Hemo. - Darío Samudio como el repartidor de diarios - Carlos Donigian como el colaborador - Jorge Marcucci como el oficial investigador - Paulo Brunetti como el hombre del comité - Claudia Frangi como la recepcionista de la clínica - Sergio Salmi como el contador de la financiera - Carlos Orlando como el jefe de personal - Daniel Gallardo como el hombre del maletín - Francisco Corbalán como el chico carterista - Víctor Corbalán como el padre del chico carterista - Germán Mazzetti como el dueño del taller clandestino - Natalia Schroh como la empleada de la marroquinería - Gabriel Amantea como el empleado de Rent-a-car - Carlos Lanari como el funebrero - Anabela Barujel como la administrativa del hospital - Germán Barceló como el músico callejero - Helena Jios como empleado del Registro Nacional - Raquel Casal como Sandra - Carlos García como el empleado de la financiera - Luis María Castelli como el empleado del Reg. Civil - Mariano Olmedo como el usurero - Juan Alberto Olmedo como el niño vendedor de flores - María José Spinelli como la contadora - Pablo Cefo como el empleado bancario - Adrián Cosentini como el empleado en el Hotel Hilton - Victoria Dahlil como la empleada de la inmobiliaria - Gustavo Bonfigli como el partidario #1 - Alejandro Cobas como el partidario #2 |

## Producción

### Rodaje
Porque lo que más me entusiasmó de la película era la posibilidad de jugar tantos roles diferentes. Pues el personaje pasa por varias etapas y sentimientos como la felicidad, tristeza, desesperación y hasta venganza.
Osvaldo Sabatini

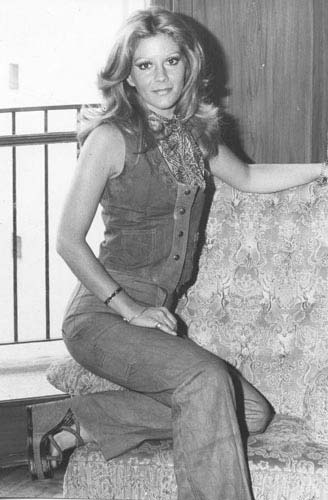
Graciela Alfano, 1972. En el guion original de Nada por perder la actriz tenía una escena de sexo con Osvaldo Sabatini, pero esta nunca llegó a grabarse por motivos desconcidos.

La fotografía principal comenzó el 26 de marzo de 2001 con filmación en el Cementerio de la Chacarita. El rodaje, que duró aproximadamente 8 semanas, fue realizado completamente en locaciones —sin la utilización de estudios cinematográficos ni decorados— de dicha ciudad, excepto por la residencia del protagonista  y la estancia del senador Ávalos, ubicadas en la Provincia de Buenos Aires.  El «clima» de la película, se intentó que «se aproximase al cine negro de Hollywood» de acuerdo a su director, género cinematográfico que era además el preferido de Sabatini. Este último dejó crecer su cabello y vello facial meses previos al rodaje para la etapa de indigente de Romero, por lo que no usó extensiones capilares o pelucas. Esta fase del personaje fue, a diferencia de la línea argumental, la que se grabó primero. Según el director y el propio Sabatini, el factor que lo favoreció en ese período fue que se había distanciado de su pareja, por lo que se lo notaba «triste y melancólico». La caracterización de este como indigente fue tal, que en las escenas donde pide limosnas, varios de los transeúntes —sin ser extras— no lo reconocieron y le otorgaron dinero. Este suceso resultó favorable en un principio, tornándose negativo cuando ya había finalizado su ciclo como pobre y debían grabarse las demás tomas de la película, pero Sabatini aún se encontraba «bajoneado y algo triste» por su reciente separación. Sin embargo, este se reconcilió con Fulop al poco tiempo.
Para cuando Romero decidiera asesinar al senador Ávalos, estaba previsto que hubiese una elipsis mostrándolo ya como un acaudalado empresario y con interés en la política, pero la idea fue finalmente descartada. También estaba la idea en los borradores iniciales de que el personaje de Tamara Cisneros fuera en realidad un hombre, viéndose obligado el protagonista en búsqueda de una coartada a mantener relaciones homosexuales, siendo este último heterosexual, pero se modificó durante el rodaje. Al contrario de estos casos, el hecho de que Romero fuera boxeador no estaba incluido en el libreto pero fue incorporado por recomendación del actor Gerardo Romano, quien en verdad practicaba ese deporte. El detalle justificaba que el abogado tuviera una fisionomía atlética sin realizar ninguna actividad física y reforzaba que pudiera romperle el cuello accidentalmente en una pelea al sobrino del senador Ávalos, por lo que las guionistas decidieron incorporarlo y que el personaje de Bustamente fuera además de su colega en el estudio jurídico, compañero de gimnasio. Las escenas donde Sabatini y Romano practican boxeo, fueron hechas ad lib. y de igual forma la frase «Fidel» —en referencia a Fidel Castro— que pronuncia Romero cuando Tamara Cisneros le informa que trabaja en el consulado de Cuba, siendo la actriz intérprete de ese personaje verdaderamente cubana, por lo que conserva su acento. Este mismo detalle se repite en el papel del venezolano Adolfo Cubas, que participó en la película porque Catherine Fulop lo reconoció casualmente en el vestíbulo del Hotel Hilton de Buenos Aires mientras se grababan algunas escenas allí y el director le pidió que hiciera un cameo.
En las secuencias donde pueden observarse manifestaciones piqueteras, estas eran reales y se filmó durante el transcurso de las mismas. Asimismo el hogar de Romero en el filme es verdaderamente la vivienda de la madre de Osvaldo Sabatini, quien se la prestó para rodar algunas escenas. La clínica donde está internado el senador Ávalos al final de la película —como así también la unidad básica del partido político apócrifo Partido de Conciliación Nacional— eran en realidad las oficinas de la empresa productora del largometraje, ubicadas en San Telmo, localidad donde también fueron filmadas otras secuencias, como la persecución y muerte de Luciano Ávalos. Además, fueron grabadas algunas tomas en los hospitales Durand y Marie Curie, ambos situados en Caballito, como así también en este barrio. De igual forma la internación del hermano de Romero y las visitas a este fueron rodadas en la Fundación de la Hemofilia ubicada en Palermo e incluso puede verse la fachada de este edificio. La mayoría de las locaciones no relevantes —interiores, comercios, calles y demás— fueron escogidas por el director y su madre, basándose en aquellas que resultaban cercanas a la residencia de ambos.
Locaciones destacadas

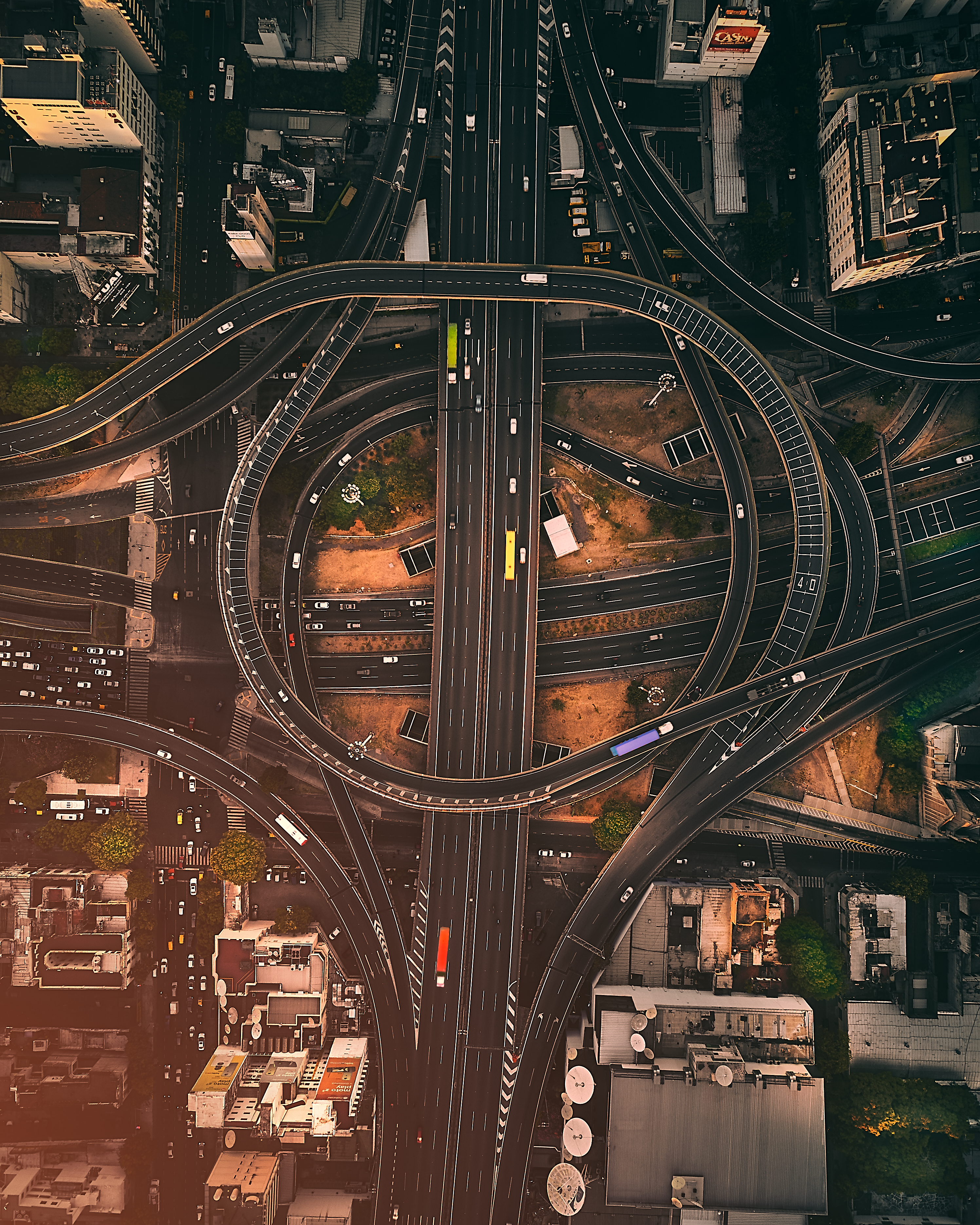
Autopista 25 de Mayo.
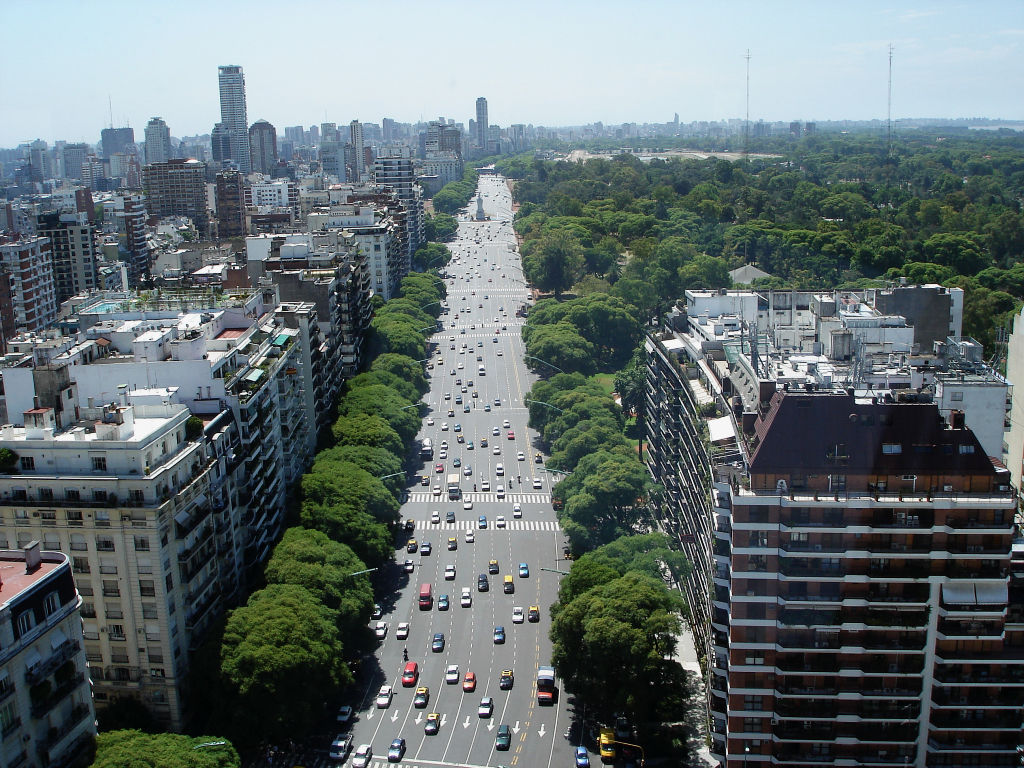
Avenida del Libertador, Palermo.
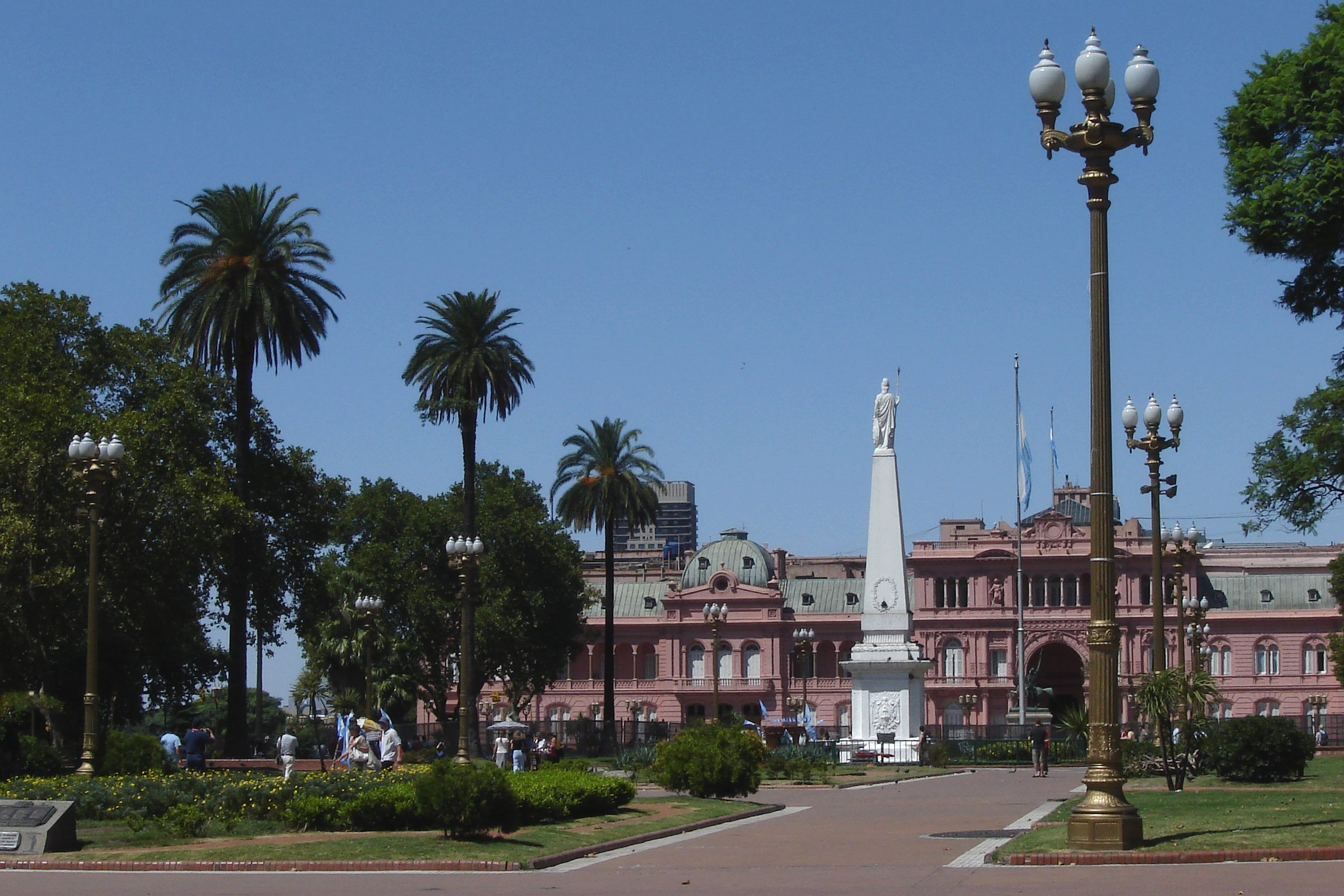
Plaza de Mayo con la Casa Rosada en su fondo, Monserrat.
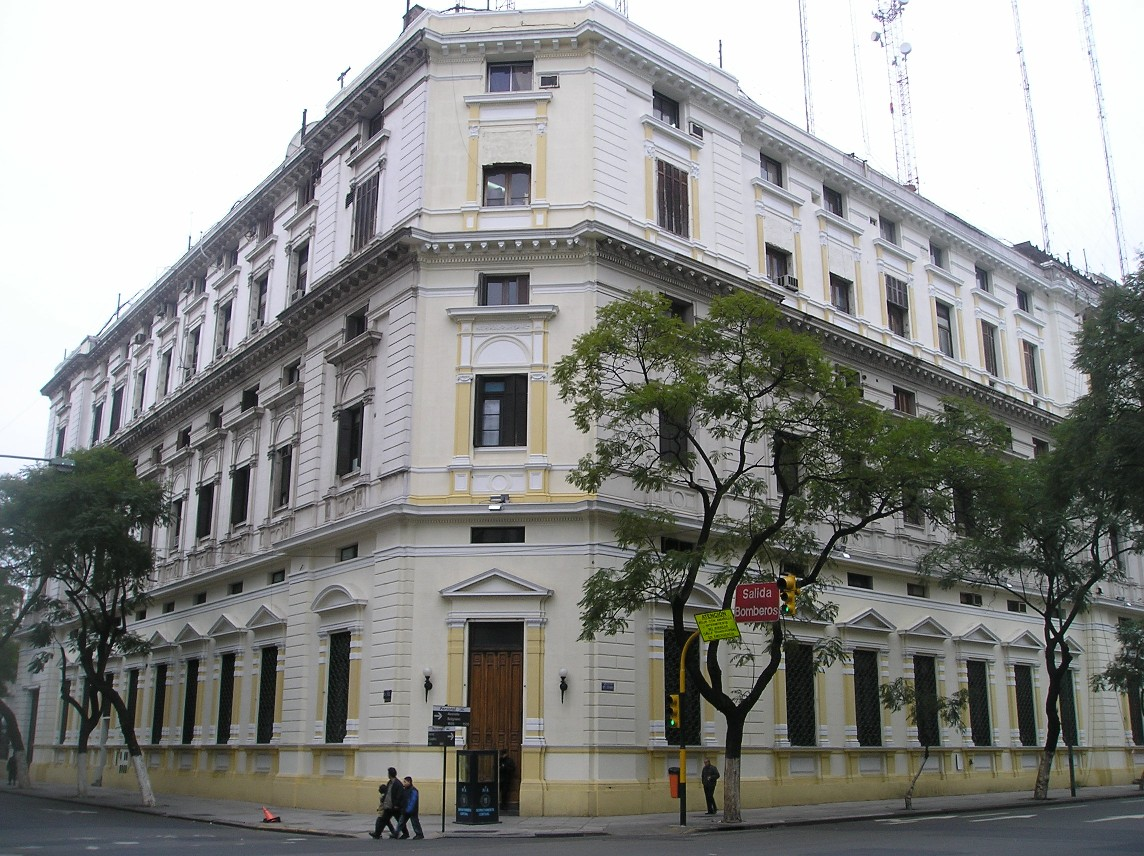
Departamento Central de la Policía Federal, Monserrat.
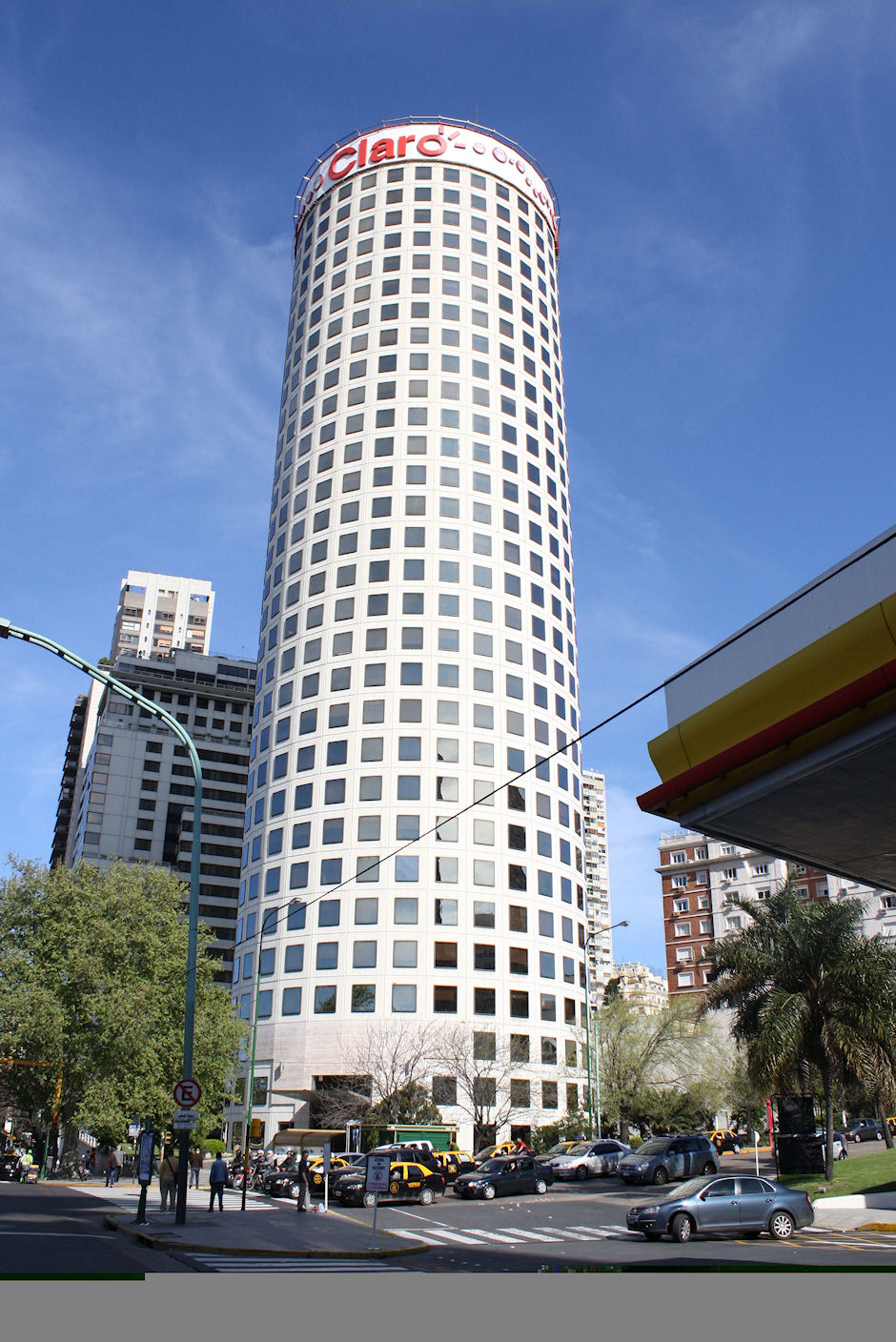
Torre Prourban, Retiro.
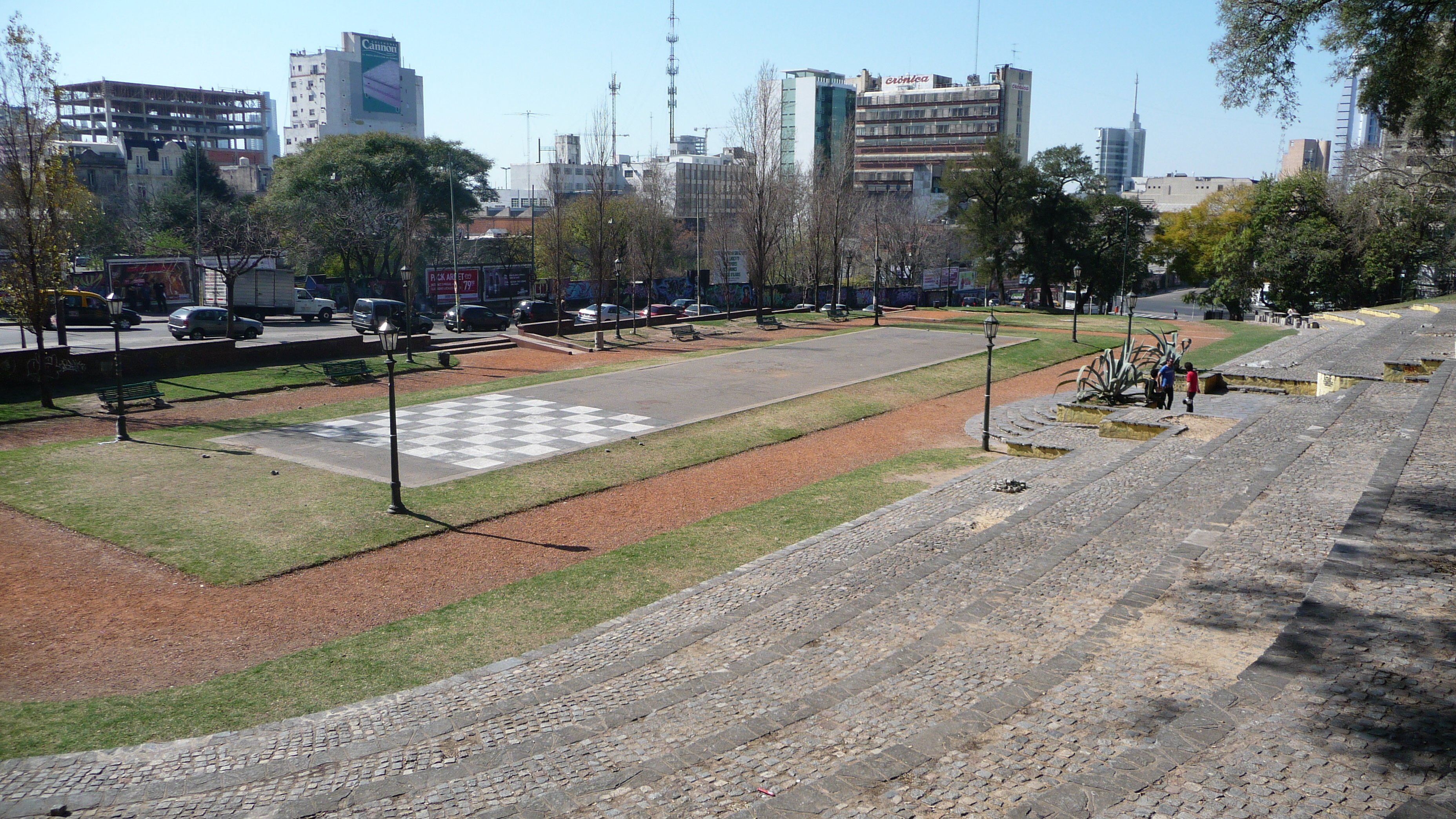
Anfiteatro del Parque Lezama, San Telmo.
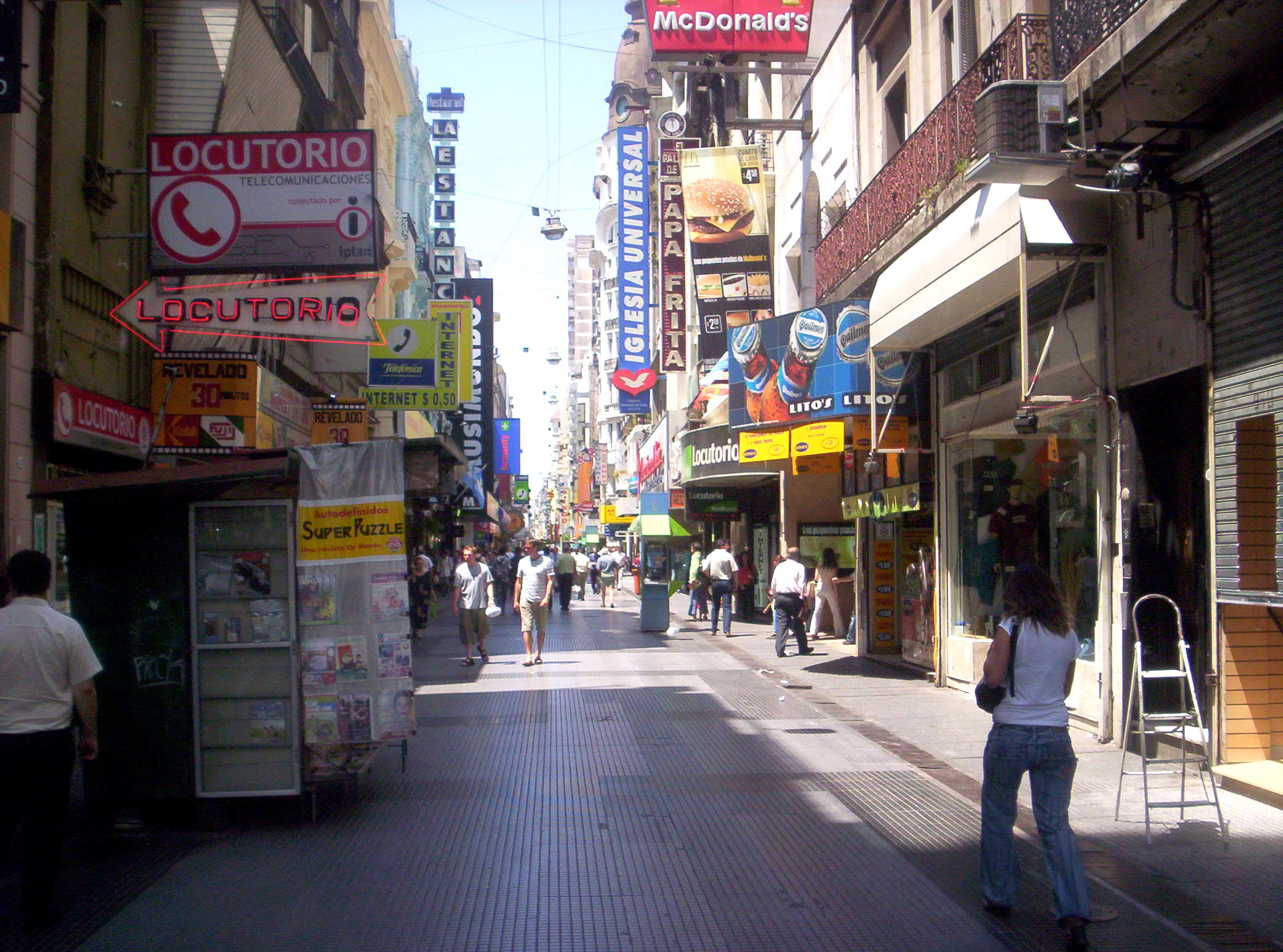
Calle peatonal Lavalle.
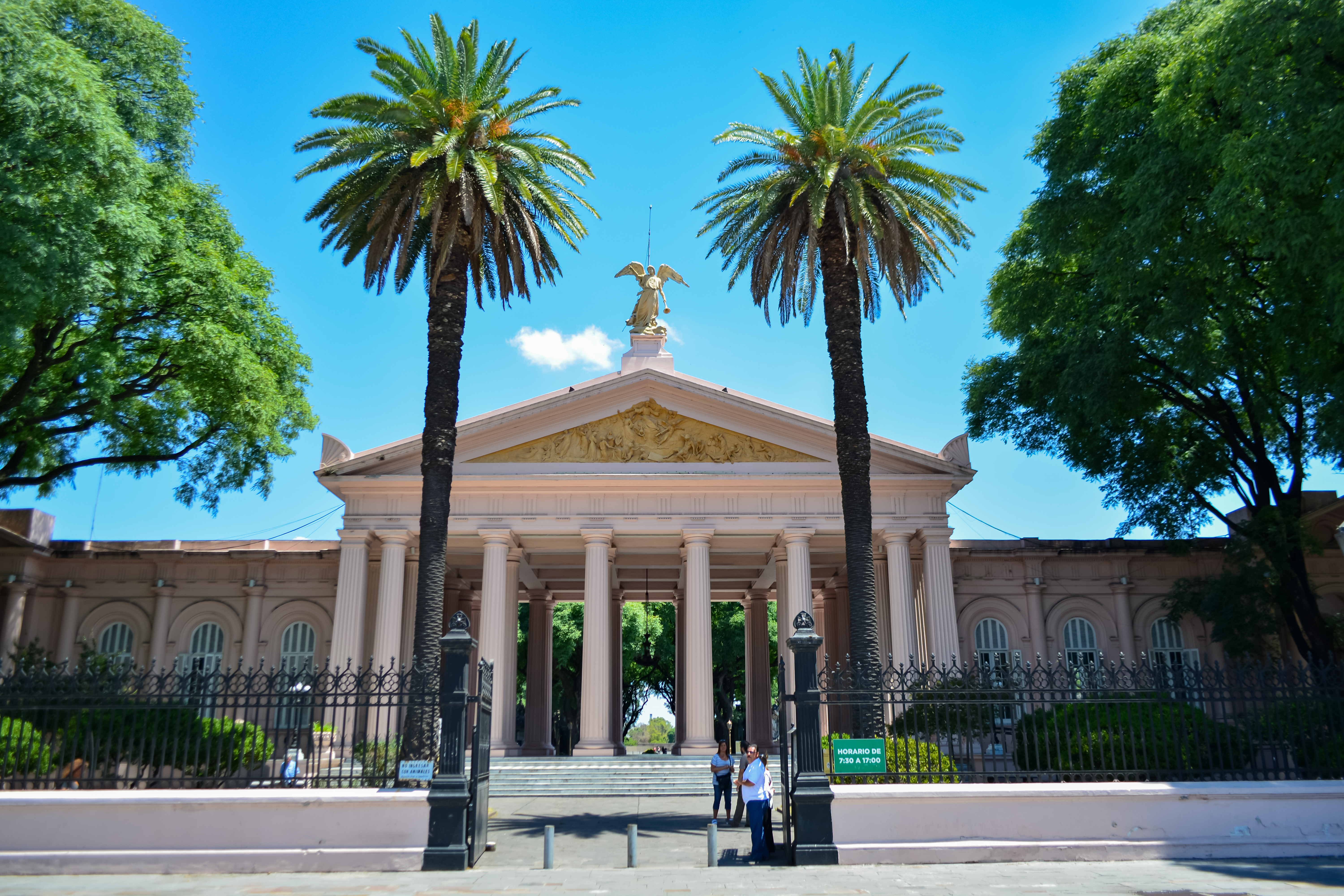
Cementerio de la Chacarita, Chacarita.
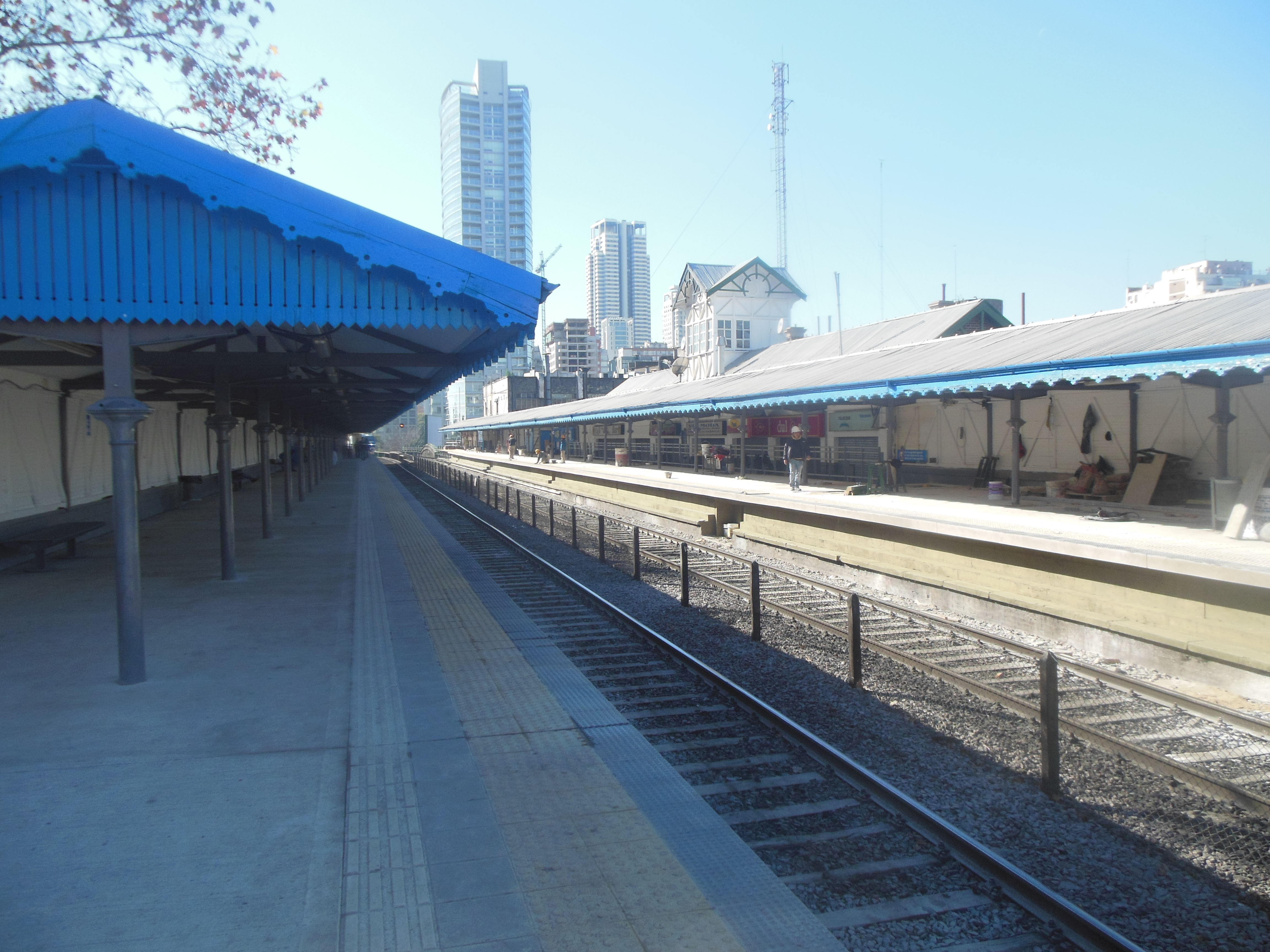
Estación Palermo, Palermo.
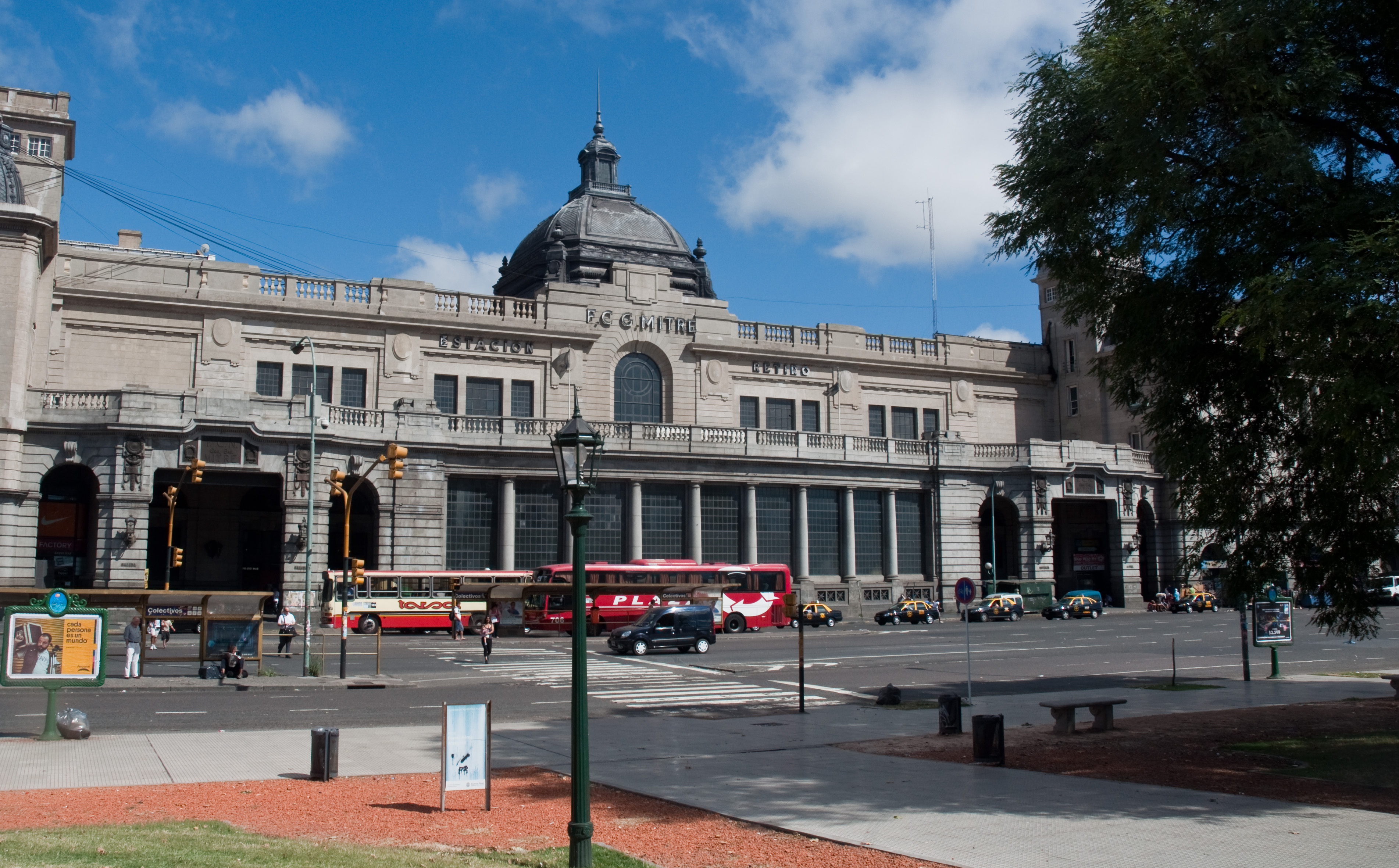
Estación Retiro Mitre, Retiro.
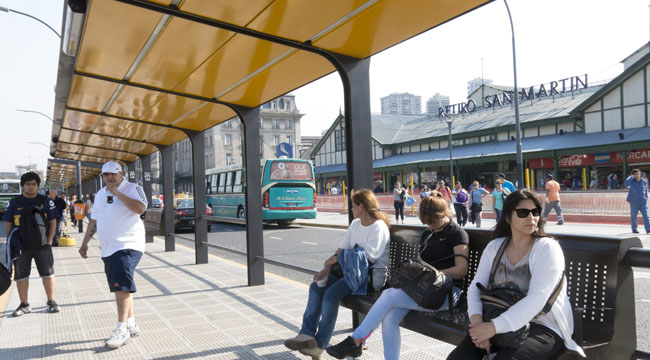
Estación Retiro San Martín, Retiro.
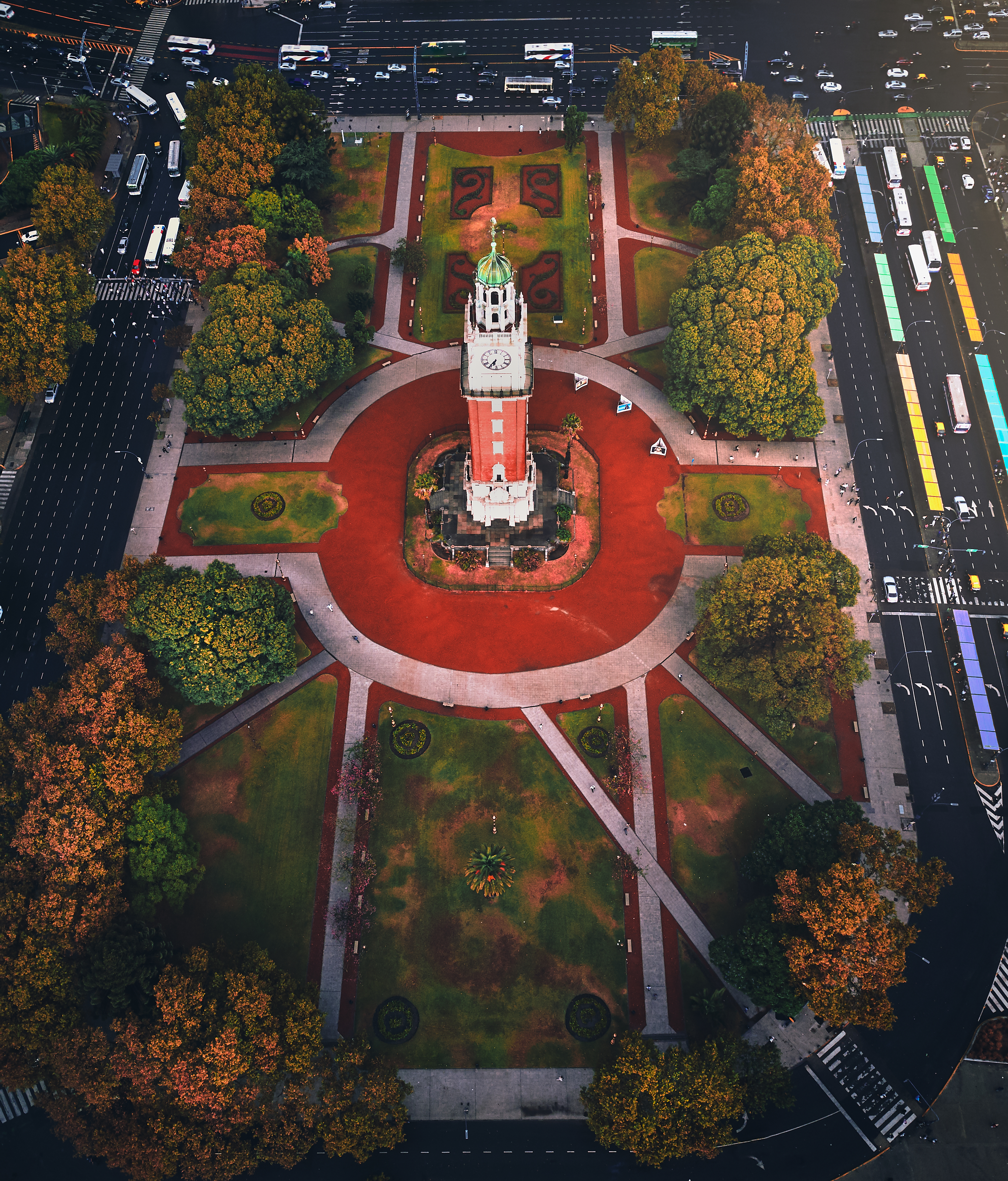
Plaza Fuerza Aérea Argentina con la Torre Monumental en su centro, Retiro.
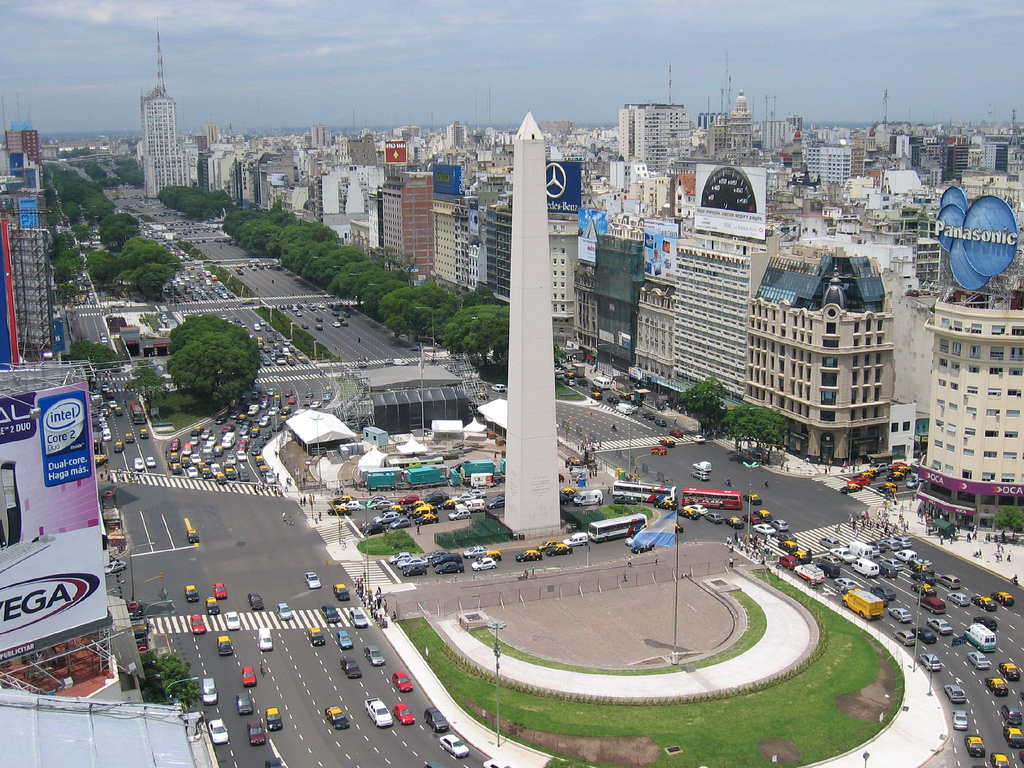
Avenida 9 de Julio y el Obelisco de Buenos Aires.
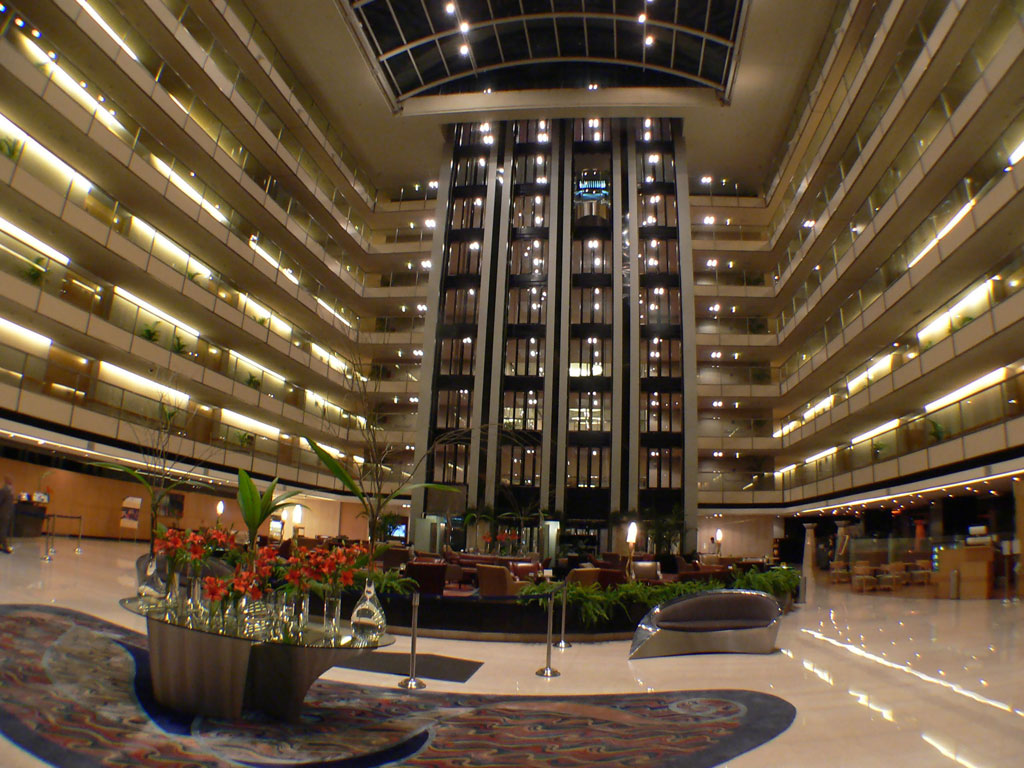
Vestíbulo del Hotel Hilton de Buenos Aires, Puerto Madero.
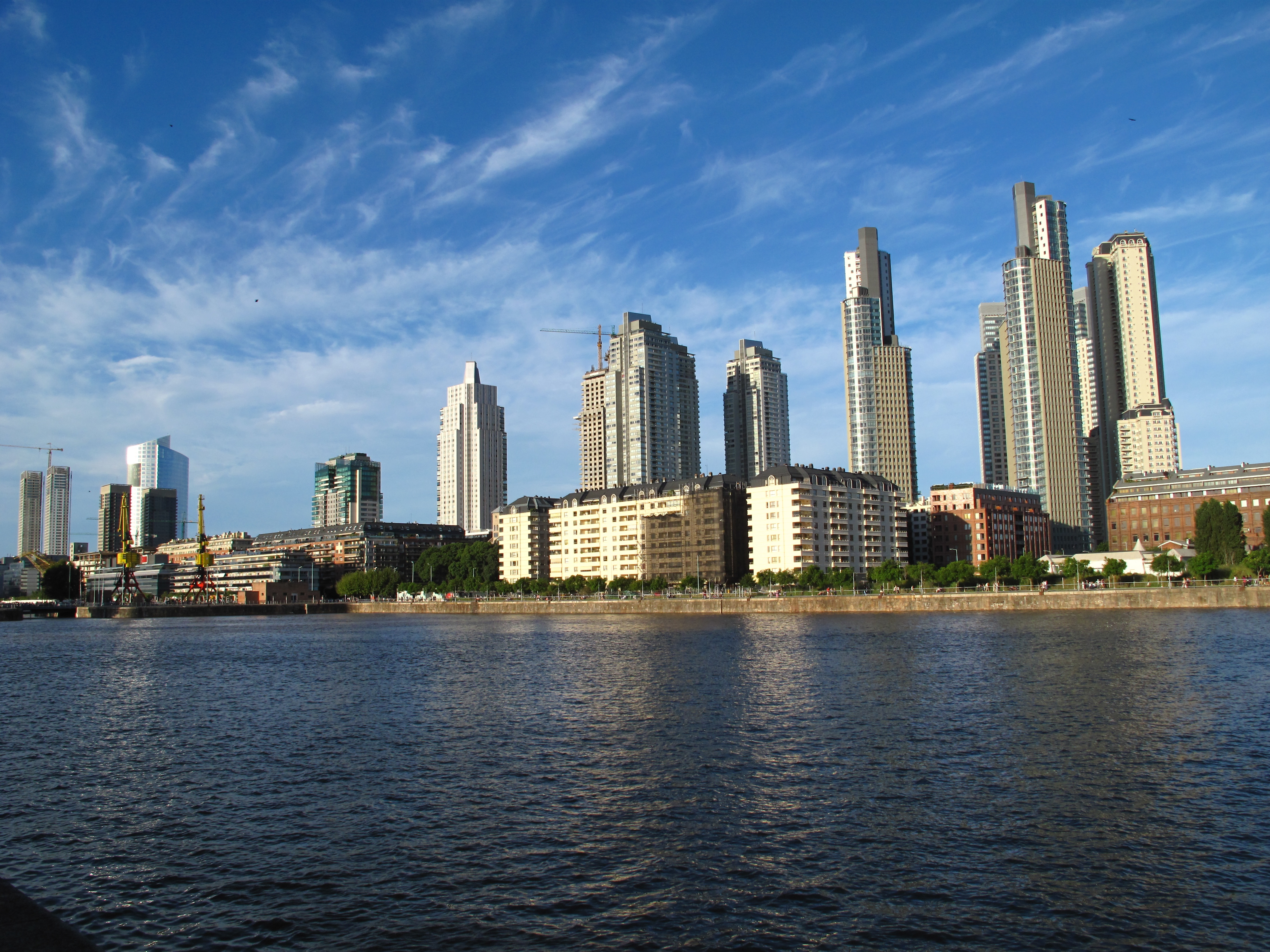
Puerto Madero.

### Banda sonora
La música cinematográfica fue compuesta por el cantautor argentino Germán Barceló, quien también estuvo a cargo en colaboración con el pianista Raúl Parentella de los arreglos y la programación de esta. La mayoría de las piezas fueron realizadas mientras observaban la película ya terminada, excepto por la canción original «Nada x perder», la cual fue elaborada nuevamente por ambos sobre la base de frases y conceptos aportados por Susana y Quique Aguilar. Este último quería que el tema «criticara al sistema» y tuviera reminiscencias de tango y música electrónica con un esquema narrativo similar al de la canción «Vientos del 80» de Juan Carlos Moscón y Rubén Juárez. Originalmente el director tenía en mente musicalizar las tomas finales con la canción protesta «La marcha de la bronca» del dúo de folk rock Pedro y Pablo, pero cuando Barceló le presentó su tema decidió optar por este último. La composición cumplió con las expectativas de Aguilar y estaba además estrechamente relacionada con la temática de la película, por lo que decidió hacérsela interpretar al propio Barceló en una de las escenas, sabiendo que este último había actuado en años anteriores en televisión y teatro.
El álbum de la banda sonora original se publicó a los pocos días del estreno de la película. Fue producida por Barceló, grabada y co-mezclada por Ricardo Sanz y Sergio Rivas, editada por la discográfica Música & Marketing y distribuida en formato de CD de audio por Promored, una agencia de publicidad de marketing digital que también fue la distribuidora del filme. El sencillo «Nada x perder» fue regrabado en 2002 por el cantante de música tropical Daniel Agostini —producido por Magenta Discos— para Siempre, su quinto álbum de estudio. Además obtuvo de la Cámara Argentina de Productores de Fonogramas y Videogramas el Disco de Platino en ese mismo año. Se trata del único cover sobre una canción original de una película hecho por este artista. 
Lista de temas
| N.º   | Título | Duración |  |
| 1.    | «Nada x perder» (Guitarras: Marcelo «Polaco» Wengrovski / Bandoneón: Flavio Haguer / Coros: Germán Barceló y Cecilia Stanzione / Teclados y programación: Federico Vilas) | 4:06     |  |
| 2.    | «Nada x perder» (instrumental) | 2:43     |  |
| 3.    | «Tema de Gonzalo» (mezcla completa) | 0:54     |  |
| 4.    | «Nada x perder» (acústico) | 2:53     |  |
| 5.    | «Tema de Agustina y Gonzalo» | 1:38     |  |
| 6.    | «El senador» | 0:35     |  |
| 7.    | «Tamara» | 0:30     |  |
| 8.    | «La mañana» | 1:02     |  |
| 9.    | «La tragedia» | 3:51     |  |
| 10.   | «Tema de Gonzalo» (bandoneón) | 0:31     |  |
| 11.   | «La muerte» | 0:31     |  |
| 12.   | «La carta» | 2:12     |  |
| 13.   | «Cabaret» | 1:41     |  |
| 14.   | «Persecución» | 4:10     |  |
| 15.   | «Tema de Gonzalo y el senador» (mezcla) | 8:26     |  |
| 16.   | «Nada x perder» (remix instrumental) | 3:30     |  |
| 17.   | «Nada x perder» (karaoke) | 4:06     |  |
| 43:57 | |          |  |

### Posproducción
Antes de comenzar la preproducción de la película, el director había establecido la fecha de estreno con los distribuidores. Para no postergarla, implementó que a la par del rodaje fueran pre-editadas las escenas grabadas bajo la dirección artística de la asistente de dirección Graciela Hubert y la supervisión técnica del montajista Damián Bericat. Finalizado el rodaje y a pocos días del estreno, el director visualizó la versión editada por ambos, pero no le agradó. Ante este rechazo y el apremio de tiempos, decidió confeccionar la edición off-line él mismo utilizando equipamiento instalado en su residencia, tarea que llevó a cabo en tan solo una semana. Originalmente, la película tenía una duración total de 158 minutos, pero le fueron eliminados 38 minutos a petición de las cadenas de cine, pues la consideraban «muy larga». La edición de sonido fue realizada por la empresa Estudio Audiocomplex en la mezcladora de audio utilizada para la película Star Wars: Episodio IV - Una nueva esperanza de 1977.
Para la elaboración del afiche, que muestra a una persona de espaldas portando el bastón y la banda presidencial de Argentina, además de una pistola de 9 milímetros oculta en su espalda, fue utilizada una réplica hecha por Juan Carlos Pallarols del cetro también creado por este último para Fernando de la Rúa. Las demás ilustraciones (pósteres, CD, DVD, VHS, etcétera) fueron hechas por Promored.

## Estreno
En el año 2000 había aumentado el número de películas estrenadas y el volumen de público concurrente a las salas de cine, en comparación a años previos. Sin embargo, a principios del 2001 había una gran cantidad de largometrajes finalizados y muchísimos más en etapa de producción, que en su mayoría no disponían de salas de cine para su estreno, en parte por la poca abundancia de complejos cinematográficos. Por esta circunstancia diversos cineastas —entre ellos de Juan Carlos Desanzo, Jorge Polaco y Eliseo Subiela— tuvieron que prolongar por meses el lanzamiento de sus filmes al circuito comercial. Dos semanas previas al estreno de Nada por perder, el Instituto Nacional de Cine y Artes Audiovisuales de Argentina había establecido la campaña Vamos al cine, donde diversas películas eran vendidas a $2 pesos argentinos, equivalente a $127.37 en septiembre de 2020. La iniciativa tenía como objetivo aumentar el público concurrente a las salas de cine, que se encontraba en decadencia por la crisis económica nacional. 

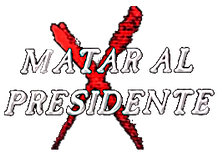
El nombre de la campaña publicitaria de Nada por perder (en la imagen) era en respuesta al eslogan de esta: «¿Qué harías si por culpa de un político quedaras en la calle?».

Si bien su estreno estaba previsto inicialmente para el mes de mayo de 2001, Nada por perder se estrenó el 22 de noviembre de ese mismo año, compartiendo fecha con la primera película de la serie cinematográfica Rápidos y furiosos y El espinazo del diablo de Guillermo del Toro. El film contó con una férrea publicidad en televisión, radio, medios gráficos y vía pública, además de un avance promocional locutado por Cacho Fontana y un total de 29 salas para su exhibición, distribuidas en las cadenas de cine Hoyts, Cinemark, Multiplex, Village y Showcase Cinemas, una cantidad atípica para las películas independientes. También tuvo una exhibición en la fecha de su estreno en dos salas con proyección simultánea en el Village Recoleta de Buenos Aires. Pese a la baja concurrencia de espectadores en ese año y la desigual competencia en taquilla que tenían los estrenos de largometrajes nacionales con respecto a las películas provenientes de Hollywood, el film logró posicionarse como una de las películas más vistas en su primer fin de semana en cartelera.
Además fue exhibida nuevamente en diciembre de 2001 en el Complejo Tita Merello en un relanzamiento del INCAA de la campaña Vamos al cine, pero proyectando únicamente películas argentinas y reestrenada en febrero del año 2002 en la ciudad balnearia Parque del Plata, Uruguay. También fue lanzado al mercado doméstico ese mismo año un VHS editado por LK-Tel y el filme fue emitido en América y Europa por los canales de televisión Space, Canal Latino TV y Televisión Española. Es a su vez uno de los primeros filmes argentinos vendidos al sistema pay per view de alta definición estadounidense y formó parte del listado de películas del Consejo Asesor del Instituto Nacional de Cine y Artes Audiovisuales para ser la representante argentina en la preselección de los Premios Óscar otorgados por la Academia de Artes y Ciencias Cinematográficas de Estados Unidos en la categoría Mejor película de habla no inglesa, aunque el film elegido para ese año fue Kamchatka de Marcelo Piñeyro.

## Recepción

### Crítica
El licenciado en filosofía Carlos Schilling del diario cordobés La Voz del Interior la definió como una «película de acción intensa, con un ritmo narrativo que no decae casi nunca y con un guion que parece concebido en uno de los mejores laboratorios de Hollywood», elogiando también su dirección. Escribió que «pese a su ritmo y a su apuesta definitivamente comercial [...] la primera mitad del filme expone –con una contundencia poco común y recursos técnicos interesantes [...]– ese pasaje de una vida cómoda y regulada a un estado de desesperación creciente que termina por convertir al abogado en un pordiosero. En ese punto, el filme hace una pausa para respirar e inmediatamente toma otra vez impulso en la narración, ya mucho más hollywoodense, de un hombre que planea su venganza y está dispuesto a todo para realizarla» y que era un «proyecto inteligente cediéndole muy poco a las convenciones de la TV y el cine nacionales». Además destacó que los «principios del arte de la estafa» expuestos en el filme eran revelados de una «manera bastante más desolada» que la película Nueve reinas, galardonada con 21 premios internacionales y considerada una de las mejores de la cinematografía argentina. A su vez, relacionó a Nada por perder con el estilo literario de Roberto Arlt y dijo que la película planteaba «una ética de la desesperación, y registra sus efectos en la vida de un hombre a quien las circunstancias lo obligaron a romper todos sus principios y enfrentarse a un abismo sin rostro».
En su reseña para el diario La Nación, Adolfo C. Martínez opinó que era «Buena», expresando que era un largometraje que «apuesta al suspenso, a la violencia [...]. Estructurado sobre la base de un guion con ciertos altibajos –su primera parte acierta en la pintura de sus personajes y de su clima, en tanto que de allí en más el relato cae en evidentes convencionalismos–, los responsables del film no pretendieron más que lo que la historia ofrece. Es decir, narrar con dinamismo las aventuras y desventuras de un hombre acosado por la incomprensión y por todos los modelos corruptos para alcanzar el éxito fácil y la ambición desmedida». Calificó la participación del director en el reparto como «acertado actor» y destacó el «riguroso cuidado en lo técnico, no se dejó de lado cierta atmósfera asfixiante y tiene como marco un reconocible Buenos Aires fotografiado con esmero y sobre una base de una técnica rápida que deja transcurrir con abruptos cortes cada una de sus secuencias». Mencionó que «la historia descuida a veces la lógica y se inserta en situaciones que convierten al protagonista en héroe astuto y puntillosamente vengativo», aunque eso se debía al propósito de que el filme «ingrese en ese tipo de cine industrial muy apto para no perder fuerza en las taquillas» y elogió la actuación de Sabatini «a pesar de ser un novato en las lidas actorales». Concluyó en que la «historia [...] sin estar totalmente lograda, acertó en su propósito de entretener por el camino de la acción y de cierto aire acusador acerca de los entretelones de la corrupción política. Un tema nada novedoso para los argentinos, pero que aquí está visto a través de la óptica de la simple aventura sin pontificaciones», mientras que otro artículo de La Nación opinó que el elenco era de «primer nivel».
El diario digital LaRed21 de Uruguay la demarcó como un «thriller que mezcla la acción con la denuncia política, muy a tono con la realidad argentina» y que contaba con un elenco «nutrido y curioso», mientras que el periódico Río Negro la clasificó como «un apasionante thriller de contenido social, cuya acción lo coloca al nivel de las más importantes superproducciones internacionales» con un «elenco protagónico excepcional». Además, en una encuesta hecha en el año 2007 por el diario Clarín a sus lectores, Osvaldo Sabatini fue elegido como el noveno «mejor héroe de acción argentino» por su interpretación en Nada x perder. Pero la película no estuvo exenta de detractores. Un artículo del diario Clarín la definió como un «producto industrial con vocación de boletería» y criticó tanto su duración —120 minutos— como sus diálogos, considerándolos «inverosímiles cuando no involuntariamente cómicos» como así también a su banda sonora, calificándola como «compases supuestamente musicales, marcadamente melodramáticos y ciertamente rimbonbantes ante situaciones de supuesta tensión», mientras que otro artículo del diario Perfil dijo que era un «esperpento cinematográfico». El diario español ABC la consideró un «nada conseguido thriller de producción argentina», mientras que el sitio web Fotograma.com mencionó que era un «nuevo y totalmente fallido intento del cine argentino por transitar el género policial» criticando además la actuación de Sabatini y la historia, aunque destacó el reparto, la calidad técnica y la producción. Por su parte el portal Rosariocine.com.ar criticó negativamente las actuaciones, aunque en carácter de ser un «filme pasatista» mencionó que tenía a favor su «sostenido ritmo» y «correcta filmación».

### Temática e interpretaciones
Se trata de una historia muy actual para esta argentina, habla del poder político, de la corrupción, de la intolerancia y de cómo es más fácil triunfar si se dejan de lado los códigos éticos y morales.
Quique Aguilar

Según el director, la película es una «crítica al modelo neoliberal». Estas políticas económicas y estatales habían sido implementadas durante las presidencias de Carlos Saúl Menem y Fernando de la Rúa en Argentina, siguiendo las perceptivas del Consenso de Washington y el Fondo Monetario Internacional. También definió al film —de igual forma que el periódico Río Negro— como un «thriller de contenido social». Además mencionó que tenía «más que ver con un cine entretenido y de industria. Tiene una historia, tiene un fondo y algo que contar, pero la idea también es contarlo de una manera divertida» y que el resultado final de la película era «absolutamente digno». Agregó que el largometraje simbolizaba la «realidad argentina» de la década del 90 y principios de los años 2000 y destacó que en la historia se enfocaba los modelos de corrupción existentes que sufrían los argentinos. También dijo que la película era un thriller, pero basado en la «cercanía de los episodios» que se vivían a diario. Añadió además que el candidato a presidente «tenía mucho que ver con la imagen de los políticos» y que la historia abarcaba las fallas que el sistema mostraba en relación con la «gente honesta que tiene algún padecimiento», mientras que para Sabatini la película intentaba «insertarse en la parte oscura de la política», aclarando también este último que la historia contaba «cómo una persona inescrupulosa llega al poder. Muchos se van a sentir incómodos, otros se van a sentir identificados». De acuerdo al actor Gerardo Romano, la temática del largometraje trataba sobre lo que ocurría «día tras día en una Argentina difícil de predecir» y para la actriz Graciela Alfano el género de la película era humor negro.
Carlos Schilling consideró a Nada por perder como una «imagen amplificada de la crueldad cotidiana a la que están sometidos los habitantes» que exponía «la realidad del país con una mirada carente de toda piedad, es casi un informe meteorológico del nuevo clima moral que se ha instalado desde los ‘90 en este territorio, como una segunda atmósfera irrespirable». Adolfo C. Martínez la definió como un «retrato de la era de la corrupción» en un país donde no solo existían «dobles discursos sino también dobles morales» y que el protagonista «vive bien, pero hay algo precario en su situación, ya que como sucede con buena parte de los argentinos, ese bienestar está construido sobre créditos, préstamos y ganancias futuras. Básicamente [la película] narra el derrumbe de ese mundo». Además mencionó que el filme intentaba reflexionar «acerca de los vericuetos de un país en bancarrota» y que el país estaba «castigado por el pesimismo, el resentimiento y la carencia de futuro». El periodista Hugo Salas para su reseña en la revista de cine El Amante, aunque criticó negativamente la película, consideró que esta afirmaba «que la violencia como acto ha llegado a formar parte de la sociedad argentina de tal modo que está ya completamente burocratizada y ha perdido todo su potencial liberador» y que el «dinero, la política y el sistema financiero padecen el mismo problema que el lenguaje, el constante desplazamiento, asociación más que sugestiva en un país de n monedas simultáneas al borde del colapso». El sitio web Fotograma.com mencionó «esperemos que no dé ideas» con respecto al título de la campaña publicitaria, Matar al presidente. También opinó que era lo que le sucedía a «todos los argentinos», referido a la consigna que expresaban las promociones del filme, «¿Qué harías si por culpa de un político quedaras en la calle?». Sebastián Rotstein dijo que a la película «no la pudo ver nadie porque había otros temas para ocuparse». Según el Instituto Nacional de Estadística y Censos de Argentina en octubre del año 2001 el 12 % de la población de ese país vivía en la indigencia y el 36,20 % se encontraba en la línea de pobreza, mientras que el historiador Waldo Ansaldi resumió la crisis económica argentina de ese período en lo siguiente:

Desigualdad social con sus puntos de distancia más alejados; altas tasas de desempleo; subempleo y empleo ‘en negro’; deterioro del nivel de vida de la mayoría de la población; incremento de la delincuencia y la inseguridad; violencia policial indiscriminada; amputación del futuro de millones de niños y adolescentes (por deterioro de la salud, incluso en términos irrecuperables, de la educación, de la dignidad); pérdida de soberanía económica; política exterior atada acríticamente a la norteamericana; irrepresentatividad de las instituciones representativas (partidos políticos, sindicatos, asociaciones empresariales) y de las del propio Estado [...] Argentina ya no cuenta con empresas estatales; ha disminuido el número de empresas de capital nacional; el parque industrial fue desmantelado; el ahorro fue confiscado; la deuda externa se tornó impagable; el desempleo alcanzó el pico histórico más alto; el número de hombres, mujeres y niños que revuelven la basura en las calles de las grandes ciudades buscando papeles, cartones y latas para vender y comida para alimentarse se han tornado un dato de la vida cotidiana; los partidos políticos ya no son percibidos como canales de representación legítimos; el delito se multiplica; la corrupción se expandió aún más; la sociedad llegó a una situación de anomia, si no de descomposición..

### Legado
La película fue a su vez incluida en el libro de largometrajes de culto D-Culto nacional por su «humor involuntario» en el 2015, mientras que la página web Altapeli.com la consideró como un «clásico de culto». El crítico e historiador de cine Fernando Martín Peña la incorporó por «tener la capacidad de mantener a su espectador atornillado a la silla durante noventa minutos» en un listado de películas de «súper acción» para ser proyectadas en el Museo de Arte Latinoamericano de Buenos Aires, junto a Network y Tiburón, entre otros títulos. En este mismo complejo fue presentado el ciclo ¿La violencia está en nosotros? organizado por el guionista y productor de cine Sebastián Rotstein y el crítico de cine Jorge Bernárdez, quienes incluyeron a Nada x perder en el programa. Por otra parte el cinéfilo Carlos Cerimedo también la integró en la decimosexta edición del Ciclo de Cine Nacional organizado en la Universidad Nacional de San Juan. Rotstein también la consideró una película de culto, definiéndola como «maldita», «demencial» y «delirante», mencionando también que tenía «todos los clichés» del cine de explotación y enlazando la «reinvención» del protagonista con las novelas de Anne Rice. Además definió al final de la película como «cormaniano», en referencia al director y productor de cine de culto Roger Corman. El sitio web Elespectadoravezado.com.ar dijo que era uno de los «policiales argentinos del siglo XXI» junto a Nueve reinas y Gallito ciego —entre otras películas— y el Multiespacio cultural Pasco de Buenos Aires dijo que era una «epopeya declamatoria de diálogos increíbles [...] uno de los más emblemáticos exponentes del cine propio de la crisis política nacional en el año 2001». El despliegue y la cantidad de escenas registradas en el casco histórico de la metrópoli, motivaron que años después fragmentos de la película —junto al film Buenos Aires viceversa, entre otros registros audiovisuales— fueran incluidos en el proyecto de investigación Memoria Visual de Buenos Aires organizado por la Universidad de Buenos Aires y dedicado a «reconstruir los procesos de gestación y transformación» de la urbe.
En 2020 el film fue exhibido en el ciclo Nuevas miradas sobre lo trans en el cine reciente a través de la plataforma web Puntes de Cine. En 2021 también se proyectó en el evento Guía de cinco películas para entender la Rannix (o el mundo) de la organización Comunidad Cinéfila. Ese mismo año se estrenó el documental sobre cine policial argentino Los Visionadores de Néstor Frenkel, cuyo origen se remonta al 2002 luego de visualizar Nada x perder. Su realizador comentó al respecto de la película «la critica no habló bien, el publicó no conectó y medio que pasó desapercibida. [...] encontramos un montón de decisiones éticas, estéticas y políticas que se ponían en juego sin miedo. Hay una verdad, hay un deseo y se ve hasta el final. Eso es muy potente en cualquier obra y en cualquier artista».

#### Lectura complementaria
- Bogani, Esteban; Graziano, Florencia (2002). De esquinas y rebusques. Los jóvenes limpiavidrios de un barrio de la ciudad de Buenos Aires (PDF). Buenos Aires: Asociación Argentina de Especialistas en Estudios del Trabajo. Consultado el 21 de septiembre de 2019.
- Pérez, Mariana (2011). «Los trabajadores marginales de Buenos Aires y la seguridad ciudadana según América Noticias». 7 cuadernos de información. I (enero-junio) (28). ISSN 0716-162X.
- Getino, Octavio (2005). Cine argentino: entre lo posible y lo deseable (Segunda edición). Fundación CICCUS. ISBN 9879355245.
- Cesarín, Sergio (Septiembre de 2004). «Entre la caída de Asia y la crisis económica argentina: nuevos escenarios, viejos debates» (PDF). Serie de documentos de trabajo (Buenos Aires: Instituto de Investigación en Ciencias Sociales, Facultad de Ciencias Sociales, Universidad del Salvador) (26).
- Raffo, Julio (1998). La película cinematográfica y el vídeo. Régimen legal. Buenos Aires: Abeledo Perrot. ISBN 9502011236.
- Albornoz, Luis Alfonso (3 de diciembre de 2001). «El complejo audiovisual: hacia la digitalización total de la industria cinematográfica». Eptic, Revista Electrónica Internacional de Economía de las Tecnologías de la Información y la Comunicación.
- Sedeño Valdellós, Ana (2009). Cine digital: transformación de la industria y cambios en la forma de realizar. España: Facultad de Comunicación, Universidad de Málaga. Archivado desde el original el 6 de agosto de 2019. Consultado el 21 de septiembre de 2019.
- Muela, César (29 de diciembre de 2016). «Qué son las ventanas de distribución en el cine y por qué cada vez tienen menos sentido». xataka.com. Consultado el 6 de diciembre de 2019.

### Periódicos y publicaciones
- «6es rencontres cinématographiques sud-americaines» (PDF) (en francés). Solidarité Provence, Amérique du Sud. 6 de abril de 2004. p. 9. Archivado desde el original el 13 de abril de 2023. Consultado el 9 de mayo de 2019.
- «Del azar a la práctica. Una cartografía del underground porteño de los 80» (PDF). Revista Afuera, Estudios de Crítica Cultural (Buenos Aires). 29 de febrero de 2016. ISSN 1850-6267. Consultado el 30 de agosto de 2019.
- Memoria detallada del estado de la Nación (PDF). Jefatura de Gabinete de Ministros, Secretaría de Relación Parlamentaria. 1 de marzo de 2002 [Digitalizado en la Universidad de Berkley, California el 30 de mayo de 2019]. p. 54. Archivado desde el original el 23 de octubre de 2021. Consultado el 9 de mayo de 2019.
- «Luna de miel bien caliente». Gente y la Actualidad (Editorial Atlántida). 3 de julio de 2001. Consultado el 30 de agosto de 2019.
- Veintitrés, Temas 173-177. Comunicación Grupo Tres. 2001 [Digitalizado en la Universidad de Texas el 19 de noviembre 2008]. p. 83. Consultado el 9 de mayo de 2019.
- Veintitrés, Temas 178-181. Comunicación Grupo Tres. 2001 [Digitalizado en la Universidad de Texas el 19 de noviembre 2008]. p. 60. Consultado el 9 de mayo de 2019.
- La primera, Temas 50-58. Grupo H S.A. 2001 [Digitalizado en la Universidad de Texas el 19 de noviembre de 2008]. Consultado el 9 de mayo de 2019.
- Dubatti, Jorge (2012-2013). «El teatro de Bertolt Brecht en Buenos Aires: observaciones de Teatro Comparado». La Escalera (Porto Alegre, Brasil: International Brecht Society e Universidade Federal do Rio Grande do Sul) (22-23).
- Caras y la Actualidad (Editorial Atlántida) XX (1023). 15 de agosto de 2001. ISSN 0328-4301.
- Revista Viva. 10 de junio de 2001.
- La primera, Temas 85-93. Grupo H S.A. 2001 [Digitalizado en la Universidad de Texas el 19 de noviembre de 2008]. Consultado el 9 de mayo de 2019.
- Trespuntos, Temas 225-236. Editorial Trespuntos. 2001 [Digitalizado en la Universidad de Texas el 19 de noviembre de 2008]. p. 3. Consultado el 9 de mayo de 2019.
- El Periodista de Buenos Aires, Números 146-159. Ediciones de la Urraca. 1987. Consultado el 30 de agosto de 2019.
- Teatro, Números 29-36. El Teatro. 1987 [Digitalizado en la Universidad de Texas el 16 de octubre de 2008]. Consultado el 30 de agosto de 2019.
- «Poca plata, mucha gente». Gente y la Actualidade. 23 de marzo de 2002. Consultado el 8 de septiembre de 2019.
- Teatro XXI: revista del GETEA Número 15. Facultad de Filosofía y Letras, Universidad de Buenos Aires (en colaboración con el Grupo de Estudios de Teatro Argentino. 2002 [Digitalizado en la Universidad de Indiana el 14 de mayo de 2010]. p. 122. Consultado el 9 de mayo de 2019.
- Noches de estreno. Gente y la Actualidade. 26 de septiembre de 2001. Archivado desde el original el 30 de agosto de 2019. Consultado el 30 de agosto de 2019.
- Punto de partida: boletín bibliográfico del IITCTL, Volumen 1. Editorial Galerna (en colaboración con el Instituto Internacional de Teoría y Crítica de Teatro Latinoamericano). 1989. p. 51. Consultado el 30 de agosto de 2019.
- Somos, Números 571-588. Editorial Atlántidas. 1987 [Digitalizado en la Universidad de Texas el 20 de noviembre de 2008]. p. xxxix. Consultado el 30 de agosto de 2019.
- Theater der Zeit, Volumen 43 (en alemán). Henschel (en colaboración con el Verband der Theaterschaffenden der DDR). 1982. p. 70. Consultado el 30 de agosto de 2019.
- Humor, Números 89-96. Ediciones de la Urraca. 1988 [Digitalizado en la Universidad de Texas el 17 de noviembre de 2008]. Consultado el 30 de agosto de 2019.
- Raponi, Graciela; Boselli, Alberto (2013). «Memoria Visual de Buenos Aires». Instituto de Arte Americano e Investigaciones Estéticas Mario J. Buschiazzo, Facultad de Arquitectura, Diseño y Urbanismo (Ciudad Autónoma de Buenos Aires: Universidad de Buenos Aires).
- «Nada X Perder». Multiespacio Pasco, Buenos Aires: Ciclo de la Luna: Cine de Culto y Clase B. 13 de noviembre de 2015.
- Revista Noticias (Editorial Perfil) XXI (1300). 24 de noviembre de 2001. ISSN 0328-4298.
- Serra, Alfredo (13 de febrero de 2001). Gente y la Actualidad (Editorial Atlántida) 36 (1856). ISSN 0328-8560.
- Mazas, Luis (13 de agosto de 1987). «Zemma y Caicedo entre Brecht y Arturo Ui». Clarín. Consultado el 30 de agosto de 2019.

### En línea
- Arena, María Fernanda (7 de agosto de 2007). «¿Maridos chupasangre o los grandes soportes de las divas?». minutouno.com. Consultado el 9 de mayo de 2019.
- «Falleció Mario Sapag». Provincia de Santa Fe: El Litoral. 15 de abril de 2012. Consultado el 30 de agosto de 2019.
- «Hace un tiempo, la actriz quería dejar la Argentina». La Nación. 5 de junio de 2002. Consultado el 30 de agosto de 2019.
- «Falleció el humorista Mario Sapag». Rosarionet.com.ar. 16 de abril de 2012. Archivado desde el original el 30 de agosto de 2019. Consultado el 30 de agosto de 2019.
- «Fuerte acusación de Graciela Alfano contra Catherine Fulop: “Me censuraste la escena del desnudo que filmé con Ova”». Radio Mitre. 3 de septiembre de 2019. Consultado el 18 de septiembre de 2019.
- «Terminadas». Provincia de Córdoba: La Voz del Interior. 17 de junio de 2002. Archivado desde el original el 13 de enero de 2021. Consultado el 8 de septiembre de 2019.
- «Para hoy». Provincia de San Juan: Diario de Cuyo. 21 de mayo de 2014. Archivado desde el original el 13 de abril de 2023. Consultado el 8 de septiembre de 2019.
- «Noche & día». Página/12. 12 de diciembre de 2009. Consultado el 9 de mayo de 2019.
- «Noche & día». Página/12. 19 de diciembre de 2009. Consultado el 9 de mayo de 2019.
- «Berceló, Germán». Nuestros Actores. Consultado el 30 de agosto de 2019.
- «Murió Mario Sapag». Página/12. 14 de abril de 2002. Consultado el 30 de agosto de 2019.
- «Curiosidades». estancialamimosa.com.ar. Consultado el 30 de agosto de 2019. (enlace roto disponible en Internet Archive; véase el historial, la primera versión y la última).
- «Graciela Alfano y Felipe Colombo, filman el thriller "Testigo íntimo"». Provincia de Mendoza: El Sol. 14 de julio de 2014. Consultado el 8 de septiembre de 2019.
- «Alfano vuelve al cine después de 13 años». Rosario, Provincia de Santa Fe: La Capital. 15 de julio de 2014. Consultado el 8 de septiembre de 2019.
- «Lo nuevo de Germán Barceló». Infobae. 31 de octubre de 2011. Consultado el 9 de mayo de 2019.
- «Mario Sapag (1935-2012): adiós al imitador». nexosdelsur.com. 15 de abril de 2012. Consultado el 30 de agosto de 2019.
- «Sapag tuvo "mil caras"». Veloz. 14 de abril de 2012. Consultado el 30 de agosto de 2019.
- «Todo pasa íntimo» (PDF). Mundo Eva. p. 3. Archivado desde el original el 9 de mayo de 2019. Consultado el 9 de mayo de 2019.
- «Ciclo de cine nacional». Platea San Juan. 21 de mayo de 2014. Consultado el 30 de agosto de 2019.
- «Historia: Brillo y figuras». lolamembrives.com. Consultado el 30 de agosto de 2019.
- Montesoro, Julia (4 de agosto de 2014). «Pantallas argentinas». La Nación. Consultado el 9 de mayo de 2019.
- «Mar del Plata y su cartelera gasolera». El Día. 14 de enero de 2002. Consultado el 30 de agosto de 2019.
- «Robert Preston, Bonnie Tayler, Alejadro Lerner nacieron el 8 de junio». México: lasnoticiasmexico.com. Archivado desde el original el 9 de mayo de 2019. Consultado el 9 de mayo de 2019.
- «Falleció el actor Franklin Caicedo». Télam. 23 de marzo de 2013. Archivado desde el original el 17 de abril de 2023. Consultado el 8 de septiembre de 2019. (enlace roto disponible en Internet Archive; véase el historial, la primera versión y la última).
- «Maestro con trayectoria y rigor artístico». Página/12. 23 de marzo de 2013. Consultado el 8 de septiembre de 2019.
- «Un capocómico con muchas caras». Página/12. 15 de abril de 2012. Consultado el 9 de mayo de 2019.
- «Murió Mario Sapag: fue el actor de las mil caras y dedicó toda su vida al humor». Gualeguaychú, Entre Ríos, Argentina: El Argentino. 14 de abril de 2012. Consultado el 9 de mayo de 2019.
- «Listado de largometrajes de Argentina de 2001». infolaso.com. Consultado el 9 de mayo de 2019.
- «Gerardo Romano». Red Teatral. Consultado el 9 de mayo de 2019.
- «Mario Sapag». Alternativa Teatral. Consultado el 9 de mayo de 2019.
- «Películas estrenadas en 2001». Metrópolis. 14 de septiembre de 2005. Consultado el 9 de mayo de 2019.
- «Paola Krum - Nada por perder». Consultado el 9 de mayo de 2019.
- «"Nada por perder"». videomaniaticos.com. Consultado el 15 de septiembre de 2019.
- «Películas proyectadas». Museo de Arte Latinoamericano de Buenos Aires. Archivado desde el original el 7 de febrero de 2023. Consultado el 9 de mayo de 2019.
- «Cine en el Malba ¿La violencia está en nosotros?». palermonline.com.ar. 20 de diciembre de 2009. Archivado desde el original el 9 de mayo de 2019. Consultado el 9 de mayo de 2019.
- «Entrevista a Sebastián Rotstein». asalallena.com.ar. 7 de diciembre de 2009. Consultado el 9 de mayo de 2019.
- «Un baión para el ojo idiota». Redondos Subtitulados. Archivado desde el original el 30 de septiembre de 2020. Consultado el 10 de septiembre de 2019.
- «Editan un libro sobre el cine de culto argentino». Funcinema. 8 de enero de 2015. Consultado el 9 de mayo de 2019.